# Riad Əhmədov
Riad Fikrət oğlu Əhmədov (eingedeutscht Riad Ähmädow; * 20. Dezember 1956 in Baku, Aserbaidschanische Sozialistische Sowjetrepublik, UdSSR; † 26. Februar 1992 im Dorf Daşaltı, Daschalti, armenisch Karin-Tak, Bergkarabach, Aserbaidschan) war ein aserbaidschanischer Offizier und stellvertretender Leiter der Nachrichtendienst-Abteilung des Verteidigungsministeriums von Aserbaidschan Anfang der 1990er Jahre.

## Biographie
Əhmədov schloss 1972 die allgemeinbildende Schule Nr. 134 in Baku ab. 1976 absolvierte er mit Auszeichnung die juristische Fakultät der Aserbaidschanischen Staatlichen Universität (heute Staatliche Universität Baku).
Von 1976 bis 1979 arbeitete Əhmədov als Laborassistent im Kriminaltechnischen Institut, anschließend bis 1981 als leitender Berater in der Personalabteilung des Justizministeriums der Aserbaidschanischen SSR.
1982 durchlief Əhmədov Höhere Kurse des sowjetischen KGB beim Ministerrat der UdSSR in Minsk. 1984 kehrte er nach Baku zurück und setze seine Tätigkeit in den geheimdienstlichen Strukturen des Landes fort. Für ausgezeichnete Leistungen während der Tätigkeit in den Staatssicherheitsinstanzen wurde Əhmədov im Januar 1988 mit der Jubiläumsmedaille „70 Jahre Streitkräfte der UdSSR“ ausgezeichnet.
Mit der Zuspitzung der armenisch-aserbaidschanischen Auseinandersetzungen in der Konfliktregion Bergkarabach beteiligte sich Əhmədov ab 1989 aktiv an der Aufstellung aserbaidschanischer Militäreinheiten. Zu Beginn des Jahres 1992 wurde er zum stellvertretenden Leiter der Nachrichtendienst-Abteilung des aserbaidschanischen Verteidigungsministeriums berufen und zum Oberstleutnant befördert. Zum gleichen Zeitpunkt stellte Əhmədov eine gesonderte Aufklärungseinheit aus Veteranen des Afghanistankrieges auf, die sich am 22. Januar 1992 nach Şuşa begab. Der Auftrag seiner Militärs bestand darin, das sich in unmittelbarer Nähe von Şuşa befindliche Dorf Daschalti einzunehmen und dadurch die wichtigste Nachschublinie der armenischen Truppen zu kappen. Die sogenannte „Operation Daschalti“ scheiterte jedoch an der unzureichenden und fehlerhaften Organisation. Əhmədov gilt seitdem als vermisst. Ob er bei diesem Kampfgeschehen getötet oder gefangen genommen wurde, ist bis heute unklar.
Per Dekret des Präsidenten Aserbaidschans vom 7. Juli 1992 wurde Əhmədov der Titel des Nationalhelden Aserbaidschans verliehen.

## Sonstiges
Die Schule Nr. 203 in Baku trägt den Namen von Əhmədov. Er war verheiratet und hinterließ zwei Töchter.